# Nhà nước Buryat-Mông Cổ
Nhà nước Buryat-Mông Cổ  là một nhà nước Buryat-Mông Cổ, đã tồn tại trong nội chiến Nga. Nó được thành lập theo quyết định của Đại hội toàn Buryat đầu tiên vào ngày 25 tháng 4 năm 1917. Cơ quan chính phủ chính là Burnazkom, Ủy ban Quốc gia Buryat.
Sau sự sụp đổ của Cộng hòa Nga dưới sự hình thành của Bạch vệ và phân chia Tiệp Khắc, nhà nước Buryat-Mông Cổ đã được Liên Xô công nhận vào năm 1918, và sau đó là Chính phủ Transbaikalia của Grigory Semyonov. Nhà nước chính thức không còn tồn tại sau sự hình thành của Cộng hòa Viễn Đông, vốn đã chia Buryat-Mông Cổ trong hai nửa: 4 aimag trở thành một phần của Cộng hòa Viễn Đông, trong khi 4 thành Buryat-Mông Cổ khác trở thành xứ tự trị ở Nga Xô Viết.